# José María de Hoyos y Vinent
José María de Hoyos y Vinent de la Torre O'Neill (Madrid o Sant Sebastià, 15 de maig de 1874 - Madrid, 1959) fou un aristòcrata i polític espanyol.

## Biografia
Fou enginyer industrial i tinent coronel de l'arma d'artilleria, així com tercer marquès d'Hoyos. El 1902 es va casar amb Isabel María de la Concepción Sánchez y Hoces, 11a duquessa d'Almodóvar del Río. En 1927 fou nomenat per Miguel Primo de Rivera membre de l'Assemblea Nacional com a representant de l'Estat.
Posteriorment fou nomenat alcalde de Madrid entre febrer de 1930 i 1931, càrrec que deixà quan Juan Bautista Aznar-Cabañas el va nomenar ministre de la governació, càrrec que va ocupar fins a la proclamació de la Segona República Espanyola el 14 d'abril de 1931.
Ha deixat unes memòries sobre la seva actuació i la caiguda de la monarquia: "Mi testimonio". El seu únic fill home va ser Alfonso de Hoyos y Sánchez.